# Richmond Dale (Ohio)
Richmond Dale es un lugar designado por el censo ubicado en el condado de Ross en el estado estadounidense de Ohio. En el Censo de 2010 tenía una población de 377 habitantes y una densidad poblacional de 293,47 personas por km².

## Geografía
Richmond Dale se encuentra ubicado en las coordenadas 39°12′15″N 82°48′44″O / 39.20417, -82.81222. Según la Oficina del Censo de los Estados Unidos, Richmond Dale tiene una superficie total de 1.28 km², de la cual 1.28 km² corresponden a tierra firme y (0%) 0 km² es agua.

## Demografía
Según el censo de 2010, había 377 personas residiendo en Richmond Dale. La densidad de población era de 293,47 hab./km². De los 377 habitantes, Richmond Dale estaba compuesto por el 93.9% blancos, el 0.8% eran afroamericanos, el 0.27% eran amerindios, el 0% eran asiáticos, el 0% eran isleños del Pacífico, el 0% eran de otras razas y el 5.04% pertenecían a dos o más razas. Del total de la población el 0.27% eran hispanos o latinos de cualquier raza.